# Ночница Брандта
Ночница Брандта (лат. Myotis brandtii) — мелкая летучая мышь рода ночниц семейства гладконосых, или кожановыx (Vespertilionidae). Названа в честь немецкого зоолога Иоганна Брандта. Выделена в качестве самостоятельного вида в 1970 году.

## Описание
Масса тела составляет 5,5–10 г, длина тела 38–55 мм, длина хвоста 31–45 мм, длина предплечья 33–39 мм, размах крыльев 19–24 см. 
Ухо средней длины, сужающееся к концу, с вырезкой на заднем крае. Маска покрыта тёмными волосами. Ступня с когтями примерно равна половине голени. Крыловая перепонка крепится к основанию внешнего пальца ступни. Эпиблема неразвита. Мех густой, длинный, слегка всклокоченный. Волосы с тёмными основаниями, окрас спины от рыжевато- до тёмно-бурого, брюха — от серовато- до палево-белёсого.

## Распространение
Ареал охватывает территорию от Англии и востока Испании через Урал и Южную Сибирь до Восточной Сибири и Азии — Камчатки, Сахалина, Японии и Кореи.

## Образ жизни
Обитает в смешанных и широколиственных лесах, по поймам проникает в тайгу и степь. Осёдла, убежища организует в дуплах деревьев, дуплянках, скальных щелях, реже — в постройках человека. Гибернация в пещерах, старых штольнях, подвалах и трещинах в известняковых обрывах с конца сентября до середины июля.
Вылетает на охоту после наступления сумерек. Охотится на мелких летающих насекомых (комаров, мошек, мелких бабочек) в лесу над прогалинами и полянами на уровне крон или между стволами, в парках, а также низко над зеркалом водоемов. Полёт плавный неторопливый, манёвренный. Эхолокационные сигналы низкой интенсивности в диапазоне 80–35 кГц, с максимальной амплитудой около 45–50 кГц.
Спаривание после окончания лактации или на зимовках. Размножается в начале-середине лета. В выводке один детёныш, лактация около 1,5 месяцев. Выводковые колонии до нескольких десятков самок, самцы обычно держатся обособленно. 
Срок жизни — около 20 лет. В 2003 году был пойман самец в возрасте не меньше, чем 41 год.

## Лимитирующие факторы
На численность вида оказывают влияние низкая репродуктивная способность, вырубка старовозрастных лесов, ограниченность пригодных подземных убежищ, беспокойство в местах расположения выводковых колоний и местах зимовок.

## Меры охраны
Ночница Брандта занесена в Красную книгу города Москвы.